# ليستير مارتينيز لوبيز
ليستير مارتينيز لوبيز (بالإنجليزية: Lester Martínez López)‏ هو عسكري أمريكي، ولد في 1955 في ماياجويز في الولايات المتحدة.